# El espejo de los otros
El espejo de los otros è  un film argentino del 2015 scritto e diretto da Marcos Carnevale.

## Trama
A Buenos Aires esiste un locale originale, il Cenáculo. Sui resti di una cattedrale gotica sorge un ristorante molto intimo, che offre ai suoi commensali la possibilità di un'ultima cena ogni sera. A tavola, tra una portata e l'altra, va in scena la vita con tutti i suoi alti e bassi.
Il film segue quattro diverse cene: quella di una famiglia in cui tre fratelli hanno ereditato dal padre una florida attività di narcotraffico, quella di un uomo che vuole rivedere il suo antico amore, quella tra due persone che si conoscono in un appuntamento al buio e quella tra due anziane amiche che non hanno potuto vivere il loro amore alla luce del sole.
Le storie vengono spiate e commentate dai due fratelli proprietari del Cenáculo, Iris e Benito Guerrico.

## Produzione
Il senso del film, che originariamente doveva intitolarsi Cenáculo, venne spiegato dal regista: "Dobbiamo capire che ognuno fa quello che può, nessuno può essere in un certo modo. In fondo, quando non mi piace qualcosa di te, sto rivelando qualcosa di me, ecco perché è lo specchio dell'altro. Dobbiamo lasciarci alle spalle queste cose ed essere più tolleranti e rispettosi".
Carnevale affermò di essersi ispirato allo stile di Ettore Scola e, sulla scelta di collocare il ristorante sulle rovine di un'antica cattedrale, sostenne: "Volevo che fosse un luogo sacro. Poiché il film si riferisce all'Ultima Cena, ogni sera è un'ultima cena, dove qualcosa finisce e qualcos'altro inizia nel bene e nel male, ma qualcosa finisce. Si festeggia con cibo, vino... Mi sembrava che lo scopo della cattedrale fosse quello di mostrare l'ambiente decadente, perché è una cattedrale distrutta, ma non completamente, potrebbe essere restaurata. Un'idea decadente di ciò che è oggi la cultura cristiana".
Il film fu interpretato da un cast corale, composto da nomi eccellenti del panorama cinematografico e teatrale argentino.

## Accoglienza
Sulla rivista Fotogramas, Fausto Fernández scrisse: "il film di Marcos Carnevale mira a regolare i conti con l'Argentina contemporanea e quella del passato recente (o meno), e ci riesce (quando attacca senza compassione). Metafore e trucchi a parte, l'asset principale di queste ultime quattro cene è, senza dubbio, il suo cast".
Il giornalista Matías Lértora lo definì "il film meno convenzionale di Marcos Carnevale" e lo descrisse come "una proposta diversa per il cinema nazionale che non è per tutti".
Adolfo C. Martínez, critico cinematografico del quotidiano La Nación, elogiò la fotografia, le musiche e il montaggio, definendolo "un film che, senza dubbio, si assaggerà come un sorso di vino che a volte piace e altre volte intorpidisce i sensi".
Marcos Gandía di SensaCine assegnò al film un punteggio di tre stelle su cinque, scrivendo: "Carnevale prende come chiaro modello l'Ettore Scola de (certo) La cena, ma anche di tutti quei pezzi da camera che il compianto autore italiano ha sviluppato nel corso della sua carriera. Le diverse classi sociali, i diversi archetipi umani e lo stesso peso della storia"; concluse la recensione sostenendo "Dalle risate all'ironia e alle lacrime, Lo specchio degli altri è una riflessione grottesca (meno che desiderabile: manca l'aceto in questa insalata) e buñueliana, dove il fascino della borghesia non è discreto ma ci fa sospettare che ci sia un angelo sterminatore là fuori, all'uscita di quel ristorante".
La rivista Siete Artes definì la pellicola "un orgasmo sotto tutti i punti di vista".
Santiago Alonso su InsertosCine affermò che "Carnevale non si fa scrupoli a presentare momenti pacchiani, usa a volte la banalità (...), si trova a suo agio con il decadente e il grottesco" e aggiunse "la strana armonia che nasce dall'unire i componenti eleva notevolmente il tutto, e il film (grande sorpresa!) diventa molto generoso con lo spettatore, che, all'improvviso, vorrà lasciarsi andare. A questo contribuiscono una direzione coscienziosa degli attori e la mancanza di schizzinosità di fronte a una sperimentazione che rasenta il bizzarro".
Pablo Castellano di Cine Maldito scrisse: "Attraverso una combinazione di commedia tagliente e dramma, Carnevale sembra dirci che è in questa decadenza, sia fisica che emotiva, che risiede l'importanza dell'umano (...) È così che quest'opera, fatta di una tecnica apparentemente semplice ma di dialoghi complessi, trasmette un messaggio senza tempo che è sempre bene ricordare. Un film il cui primo approccio sarà viscerale, in cui lo spettatore riderà e proverà pietà in parti uguali durante le sue due ore di durata, ma il cui sedimento salirà gradualmente dallo stomaco al cervello, capovolgendo la portata del significato del film per diversi giorni, motivato a lasciare nel futuro rovine più grandi che mai".
Su Mas de Arte fu definito "un film dall'estetica potente che usa la metafora di quella cattedrale fatiscente per contrapporre il passato più o meno felice di chi passa con la miseria del proprio presente".
Julieta Aiello su IndieHoy descrisse il film come "un ibrido interessante, o almeno inquietante" e affermò che "è un film in cui vale la pena imbattersi, per i suoi approcci universali, la sua versatilità interpretativa e perché dentro la fantasia dell'Ultima Cena riposa la realtà interiore di ognuno di noi, l'esplosione della verità, tra urla, lacrime e risate".
Non mancarono, tuttavia, le critiche negative; Ezequiel Boetti su Página/12 stroncò la pellicola, scrivendo: "Realizzato come se il Nuovo Cinema Argentino fosse un'entelechia, qualcosa che non è mai accaduto qui e da nessuna parte, la sua opus ocho è un rantolo di morte di quei film trascendenti, ambiziosi, seri, finti, pieni di kitsch travestiti da riflessioni esistenziali che hanno inondato i cartelloni pubblicitari negli anni '80. Film che per fortuna sono sempre più sporadici, ma che, è chiaro, non si sono ancora spenti". Pablo Delucis di La vida en un cine accostò il film a Storie pazzesche, ritenendo quest'ultimo "comodamente superiore" e affermò "Carnevale confonde l'intensità con le urla, la sottigliezza con lo stridore e la forza cinematografica con l'eccessiva spiegazione".

## Riconoscimenti
- 2015 - Premio Sur[18]
  - Candidatura al miglior sonoro a Jorge Stavropulos

- 2017 - Premi Sant Jordi
  - Candidatura al miglior attore in un film straniero a Oscar Martínez